# Leptadenia
Leptadenia là chi thực vật có hoa trong họ Apocynaceae.

## Hình ảnh

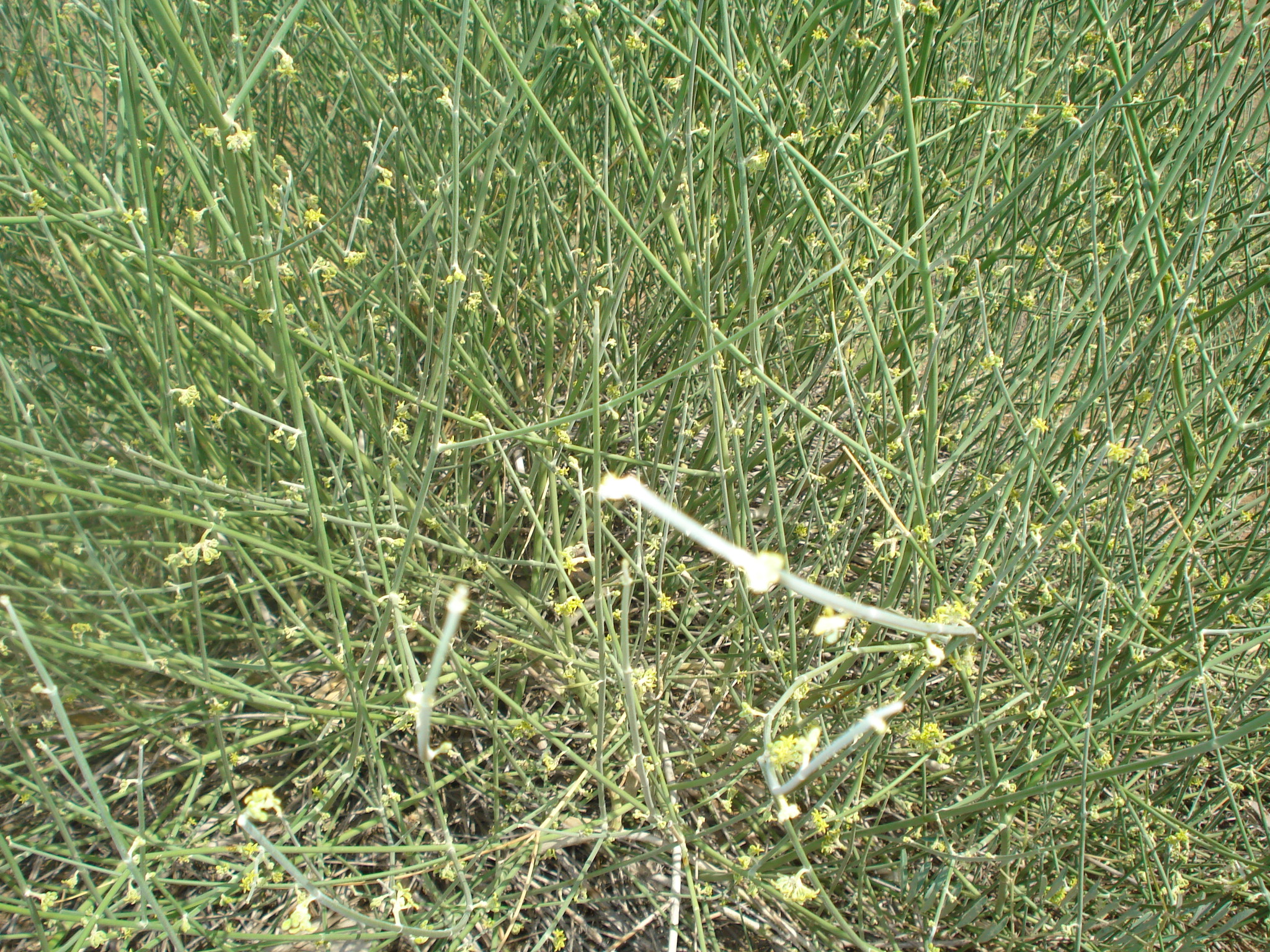